# Торосове (колійний пост)
Торо́сове — колійний пост Одеської дирекції Одеської залізниці на лінії Подільськ — ім. М.А. Гур’єва між станціями Іванівка (8 км) та Затишшя (11 км).
Розташований у селі Торосове Захарівського району Одеської області.

## Історія
Колійний пост було відкрито вже після прокладання залізниці Одеса — Балта, у 1876 році.
1990 року електрифіковано у складі дільниці Котовськ — Мигаєве, з тих пір розпочатий рух приміських електропоїздів сполученням Одеса-Головна — Вапнярка та Одеса-Головна — Балта.

## Пасажирське сполучення
Через колійний пост прямують електропоїзди Вапнярського  напрямку. Єдиний з приміських електропоїздів, який проїжджає Торосове без зупинки, — найперший, який вночі прямує у напрямку Одеси. 